# Entenlochklamm

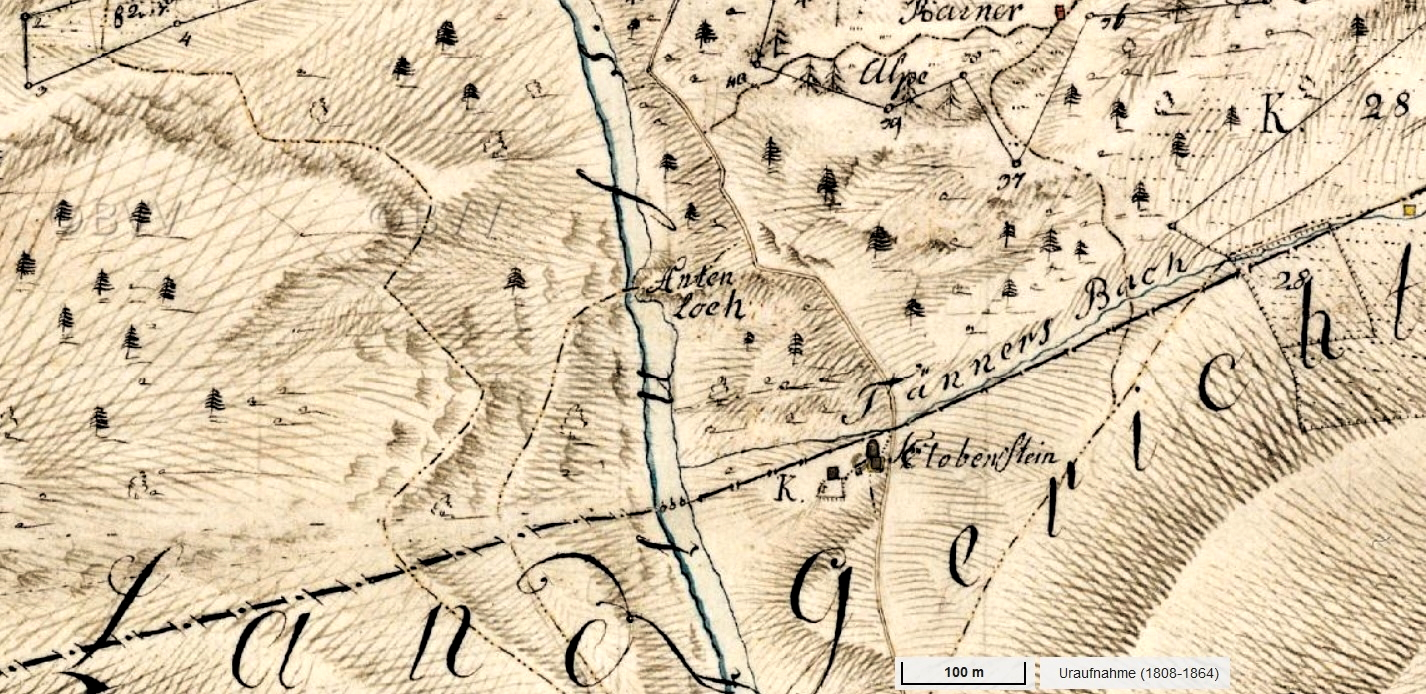
Anten Loch auf hist. Karte

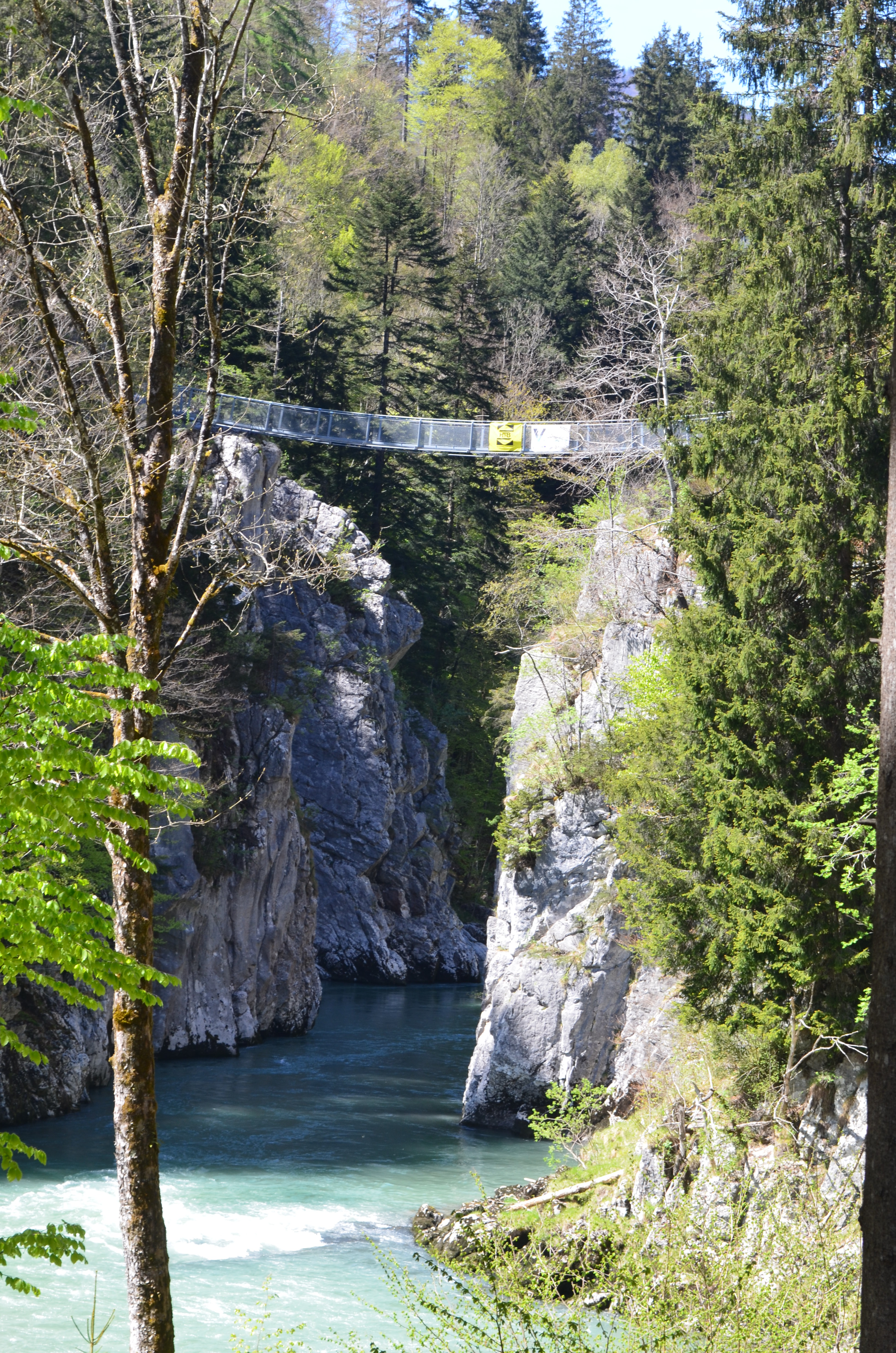
Die zweite Hängebrücke über der Sprengstelle in der Entenlochklamm beim Klobenstein

Die Entenlochklamm, im lokalen Sprachgebrauch Antenloch, ist ein 2,5 km langes Durchbruchstal des Leukentals im bayerisch-tirolischen Grenzgebiet zwischen Kössen und Ettenhausen bei Schleching.
Die Großache durchschneidet von Süden kommend einen querstehenden Bergriegel aus steilstehenden Gesteinen, erreicht auf Höhe des Wallfahrtsortes Maria Klobenstein die Grenze und wird von da an Tiroler Achen genannt.

## Historisch belegter Name
Die im lokalen Sprachgebrauch übliche Bezeichnung Antenloch reflektiert die in historischen Dokumenten verwendete Bezeichnung:
- Antenloch – laut Otto Stolz seit dem 14. Jahrhundert[1]
- Anten Loch – im Atlas Tyrolensis von 1774
- Anten Loch – in der Bayerischen Uraufnahme 1808–1864[2]

## Geologie
Am Nordrand des Kössener Talkessels trifft die Großache zwischen den Bergen Rudersburg (1434 m) im Westen und Rauhe Nadel (1266 m) im Osten auf mehrere querliegende und steilgestellte Gesteinsriegel aus Rhätkalken und Gesteinen des Jura. Es ist der Südrand der Oberwössener Mulde, die sich vom Rauschberg bei Ruhpolding über Kössen bis nach Niederndorf am Inn hinzieht. In diese widerstandsfähigen Schichten vermochte die Großache sich seit der letzten Kaltzeit nur einen schluchtartigen Durchlass zu verschaffen.
Auf österreichischer Seite befindet sich rechtsseitig, oberhalb der Klamm in einer Geländesenke aus leichter verwitternden Schichten die Wallfahrtskirche Maria Klobenstein. Ein riesiger gespaltener = geklobener Bergsturzblock ist Namensgeber.
Einer der Gesteinsriegel bildet die natürliche Grenze zwischen Deutschland und Österreich.

## Erweiterung der Engstelle

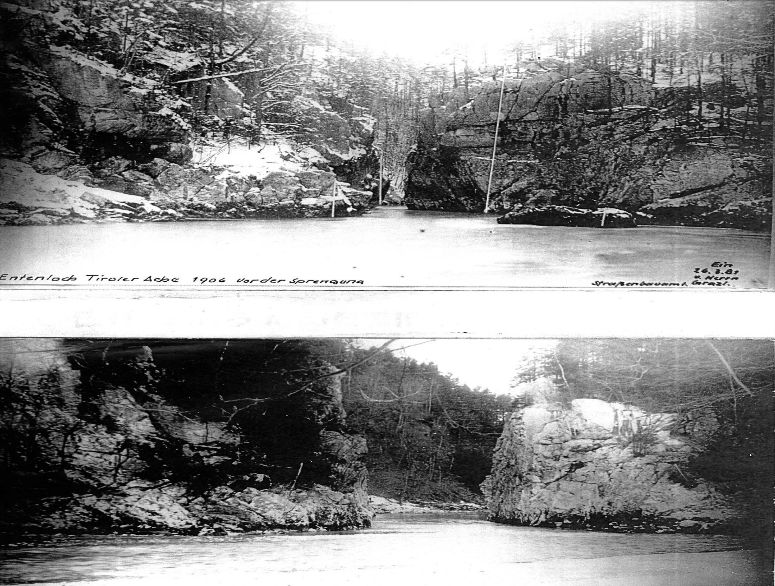
Engstelle Entenloch vor und nach der Erweiterung 1906/1907

Mehrere extreme Hochwässer der Großache im Bereich Kössen und St. Johann in Tirol sind seit dem 16. Jahrhundert (1598, 1786, 1787, 1896) überliefert. Die Katastrophe von 1899 war Anlass für die Planung eines großräumigen Hochwasserschutzes. 1902 erging von der Gefürsteten Grafschaft Tirol der Auftrag zur Regulierung der Großache.
Das Entenloch hatte früher an engster Stelle eine Breite von lediglich ca. 3,4 m. Bei Starkregenfällen und Schneeschmelze führten sich verkeilende Baumstämme regelmäßig zur Verklausung und damit einhergehenden Rückstau und Überschwemmungen im Kössener Talbecken. Bei der Großachen-Regulierung von 1906 bis 1922 erfolgte eine Erweiterung auf ca. 12 m. Die Sprengungen dazu erfolgten 1906/1907.

## Zerstörung der Hängebrücke beim Klobenstein im Jahr 2013
Eine Hängebrücke über die Klamm führt zum linksseitigen, historischen Schmugglerpfad, über den nach dem Zweiten Weltkrieg Anwohner im grenznahen Bereich zollfrei und damit illegal Waren wie Zigaretten, Alkohol und Kaffee transportierten. Beim Jahrhunderthochwasser im Juni 2013 wurde die Brücke durch Treibholz zerstört.

## „Premium-Wanderweg“ und zweite Hängebrücke

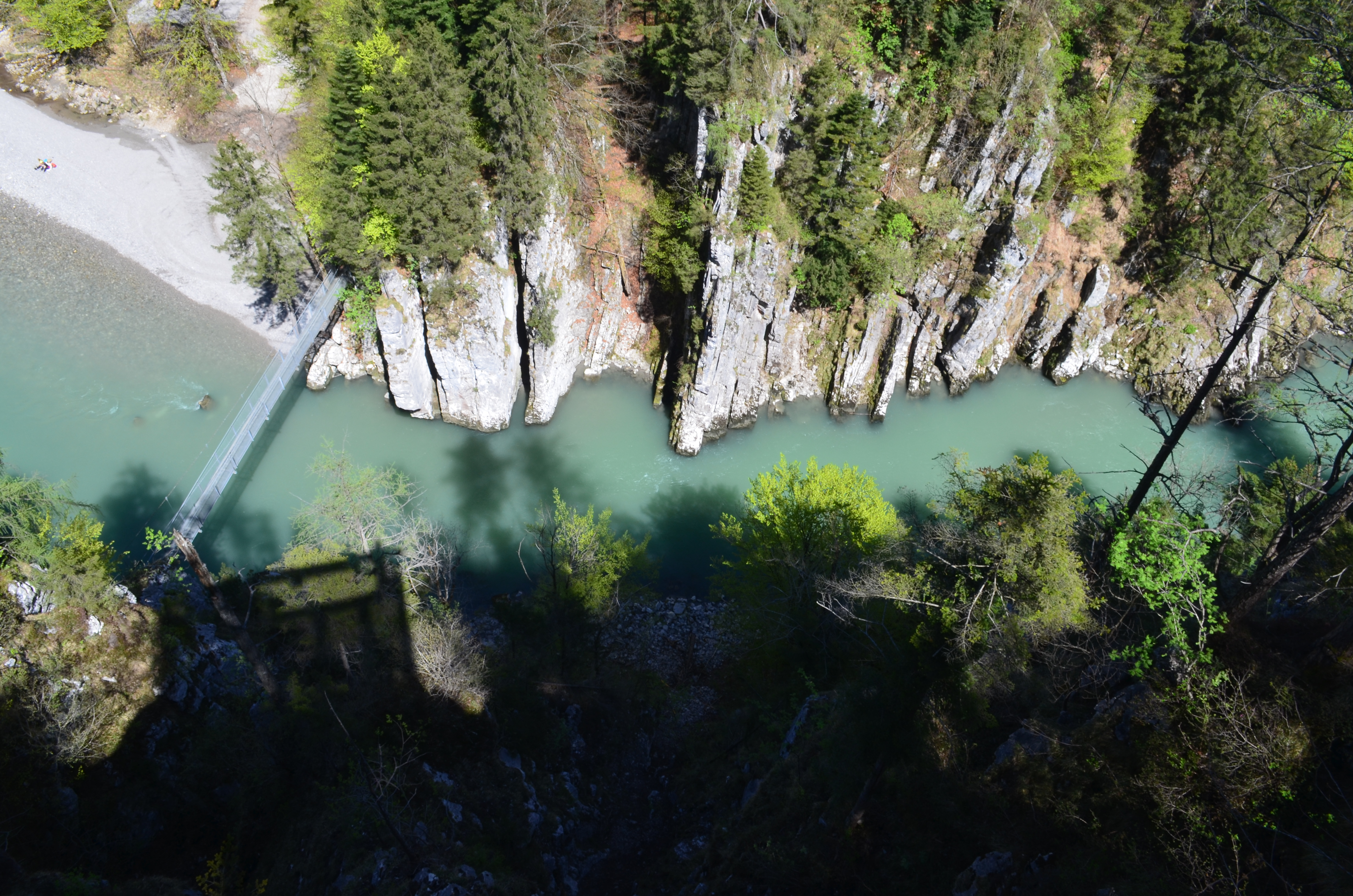
Eine Aussichtsplattform über der Entenlochklamm mit dem Vogelblick an die alte Hängebrücke.

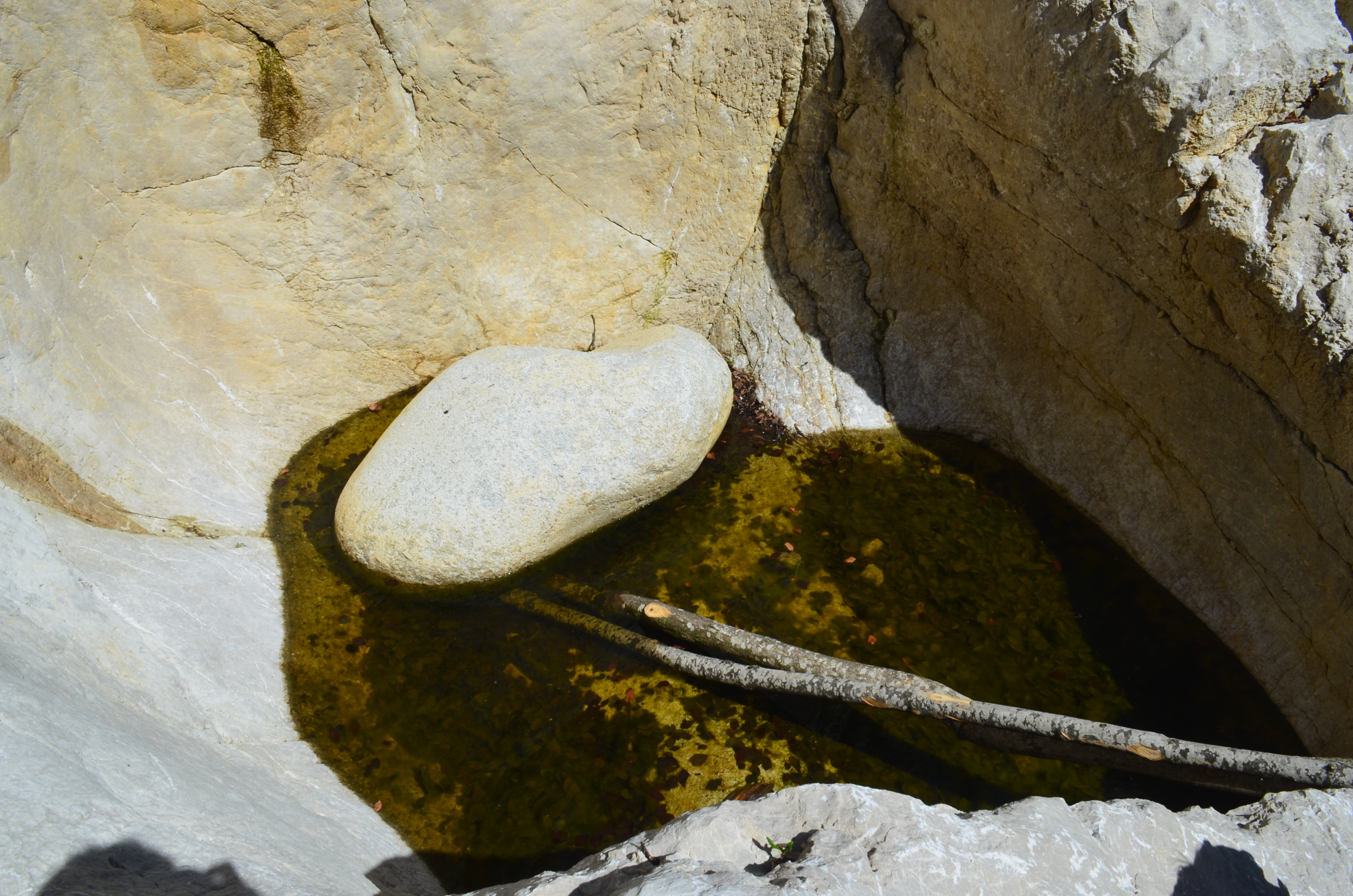
Einer von mehreren Riesentöpfen in der Entenlochklamm beim Klobenstein.

Bis 2021 wurde im Rahmen eines der insgesamt 16 Interreg-Projekte der Region unter dem Titel „Nachhaltige Inwertsetzung des Natur- und Kulturerbes Klobensteinschlucht von Bayern bis Tirol“ mit einem Aufwand von 900.000 Euro ein „Premium-Wanderweg“ gebaut. Die bauliche Abnahme fand am 6. Mai 2021 statt. Neben einer zweiten, 35 Meter langen Hängebrücke in einer Höhe von 28 Metern über der Klamm wurde eine über den Abgrund ragende Aussichtsplattform gebaut, sowie zahlreiche Rastplätze und neue Parkplätze eingerichtet. So sollen die touristischen Potentiale der Klobensteinschlucht ressourcenschonend und umweltfreundlich besser genutzt werden. Der Rundweg über die beiden Hängebrücken und die Aussichtsplattform nimmt etwa 50 Minuten in Anspruch und ist mit entsprechenden Auf- und Abstiegen verbunden. Der „Schmugglerweg“ von Kössen nach Schleching hat eine Länge von 7,5 Kilometern, die Wanderung dauert etwa zwei Stunden.

## Naturschutzgebiet
Der Bayerische Teil der Klamm ist seit 1982 als ca. 68 ha großes Naturschutzgebiet Durchbruchstal der Tiroler Achen ausgewiesen.
Das Durchbruchstal wird bestimmt von mehreren querliegenden steilgestellten Gesteinsriegeln, die in das Flussbett hineinreichen und der Klamm den Charakter eines Canyons geben.
Besonders wertvoll sind die naturnahen Misch- und Schneeheide-Kiefernwälder der steilabfallenden Hänge der Schlucht.
Typischerweise erfolgen an den Sand- und Kiesbänken mit jedem Hochwasser Umlagerungen und auf offenen Kiesflächen siedeln sich Schwemmlinge, vom Wasser mitgeführte Samen aus dem Einzugsgebiet, an.
Als seltene Vogelarten sind Eisvögel und Wasseramseln zu beobachten.
Die Klamm ist der östlichste Standort des seltenen Kies-Steinbrech (Saxifraga mutata) in Bayern.

## Flusswanderstrecke

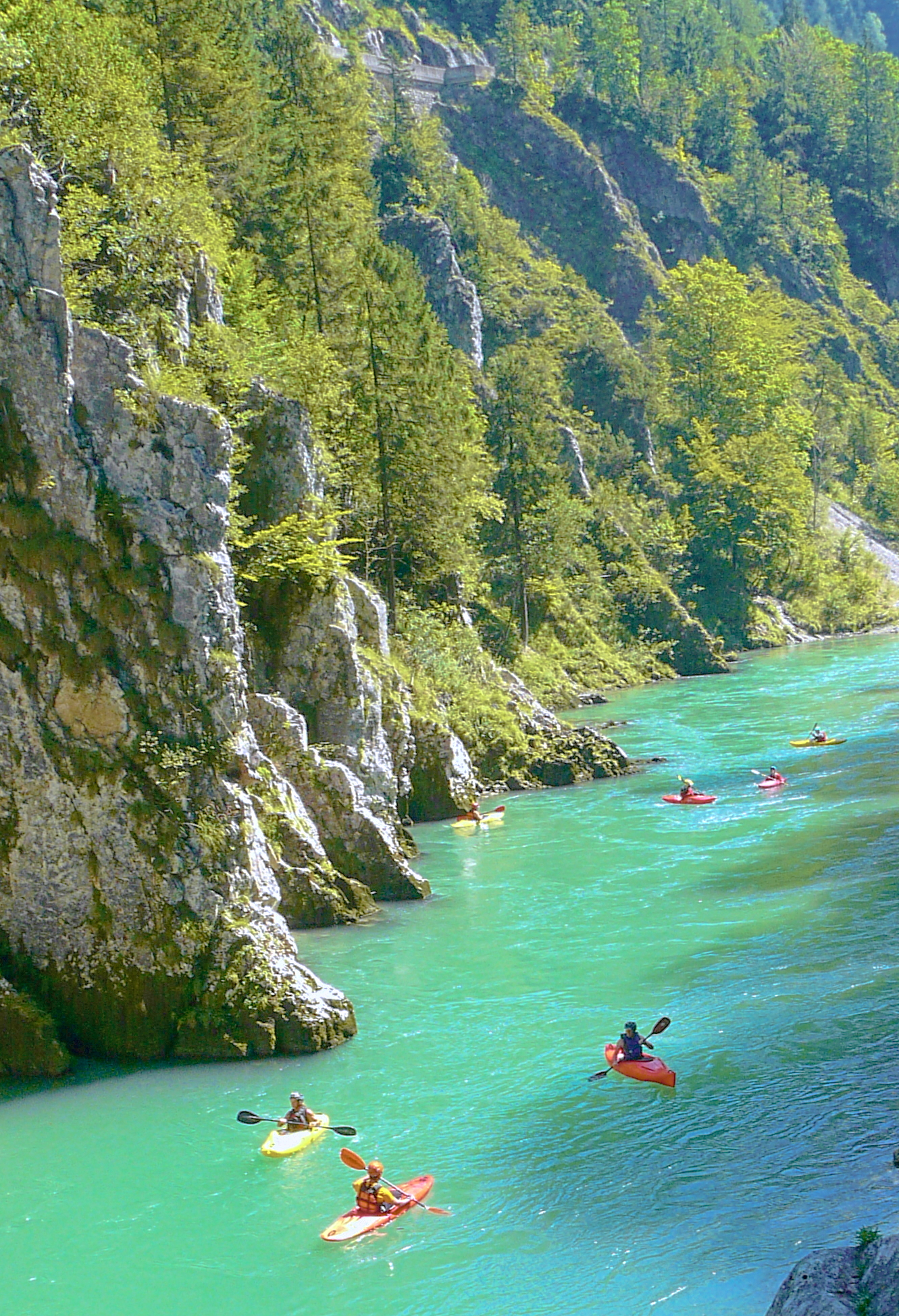
Paddler in der Entenlochklamm

Die Klamm wird als 4 km lange Flusswanderung in reizvoller Umgebung auf ruhigem Wildwasser eingestuft und ist ein beliebtes Ziel für Paddler und Raftingunternehmen. Einsatzstelle ist dabei der Gemeindebauhof am nördlichen Ortsrand von Kössen, der Ausstieg erfolgt bei der Brücke der B307 über die Großache, unweit Ettenhausen.